# Robert Daniel Carmichael
Robert Daniel Carmichael (Goodwater, Alabama, 1 de marzo de 1879-Merriam, 2 de mayo de 1967) fue un matemático estadounidense.

## Biografía
Nació en Goodwater (Alabama). En 1898 recibió su licenciatura en matemática en el Lineville College.
En 1911 obtuvo un doctorado en la Universidad de Princeton.
Se hizo conocido por sus trabajos con números primos. También investigó sobre ecuaciones diferenciales, teoría de la relatividad, la teoría de grupos, y la filosofía matemática.
Enseñó en el Alabama Presbyterian College, la Universidad de Indiana y en la Universidad de Illinois, donde más tarde se desempeñó como decano de la escuela de posgrado durante 15 años. Carmichael fue presidente de Mathematical Association of America, y editor en jefe de la revista The American Mathematical Monthly.
Enunció varias propiedades de unos números enteros que, sin ser primos, pueden pasar algún test de primalidad. Estos pseudoprimos son los números de Carmichael. También formuló un conocido teorema sobre los números de Fibonacci, y otro que define recursivamente la llamada función de Carmichael.
Falleció a los 88 años en la ciudad de Merriam, en el estado de Kansas, el 2 de mayo de 1967.

## Obra
- The Theory of Relativity, 1.Auflage, New York: John Wiley & Sons, Inc. p. 74, 1913.
- The Theory of Numbers, New York: John Wiley & Sons, Inc. p. 94, 1914. Gutenberg eText
- Diophantine Analysis, 1.Auflage, New York: John Wiley & Sons, Inc. p. 118, 1915.
- The Theory of Relativity. 2.Auflage, New York: John Wiley & Sons, Inc. p. 112, 1920.
- A Debate on the Theory of Relativity, mit einer Einführung von William Lowe Bryan, Chicago: Open Court Pub. Co. p. 154, 1927.
- The Calculus, Robert D. Carmichael und James H. Weaver, Boston/New York: Ginn & Co. p. 345, 1927.
- The Logic of Discovery, Chicago/London: Open Court Publishing Co., pp. 280, 1930; reimpreso de Arno Press, New York, 1975
- Mathematical Tables and Formulas, Robert D. Carmichael und Edwin R. Smith, Boston: Ginn & Company, pp. 269, 1931; reimpreso de Dover Publications, Inc. New York, 1962.
- The Calculus, überarbeitete Ausgabe von Robert D. Carmichael, James H. Weaver und Lincoln La Paz, Boston/New York: Ginn & Co. p. 384, 1937.
- Introduction to the Theory of Groups of Finite Order, Boston/New York:  Ginn & Company, pp. 447, 1937; reimpreso de Dover Publications, Inc. New York, 1956.